# Symphonie no 87 de Joseph Haydn
La Symphonie no 87 en la majeur Hob. I:87, est une des symphonies parisiennes du compositeur autrichien Joseph Haydn. Composée en 1785, elle est en quatre mouvements. Elle a été interprétée en 1787 par le Concert de la Loge Olympique, après avoir été commandée pour y être jouée par le comte d'Ogney en 1785.

## Analyse de l'œuvre
1. Vivace, en la majeur, à , 201 mesures

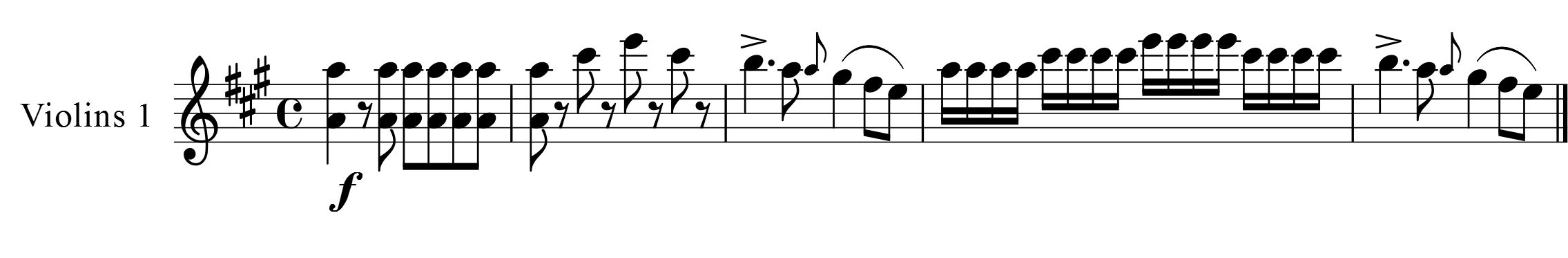
Début du Vivace initial

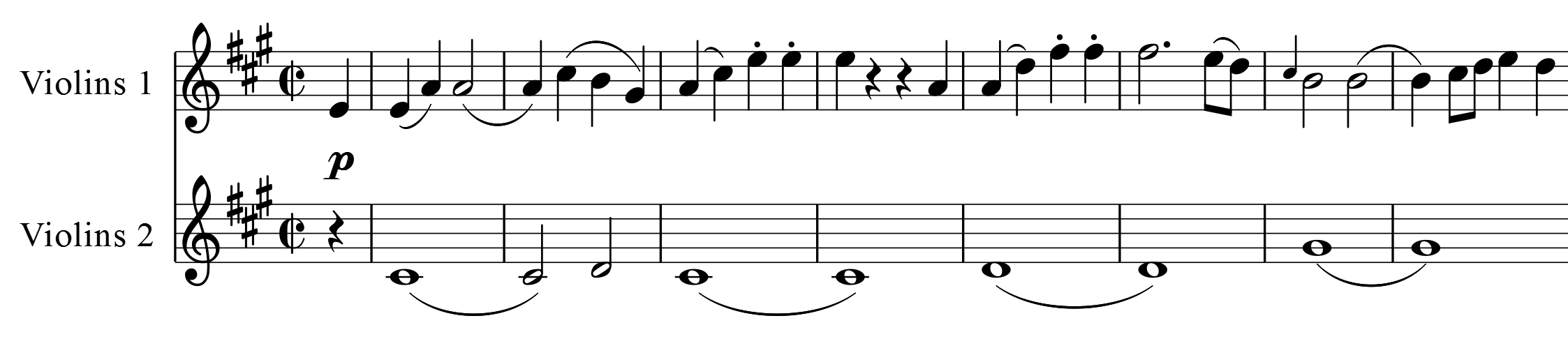
Début du Vivace final

2. Adagio, en ré majeur, à 
, 104 mesures
3. Menuet, en la majeur, à 
, 72 mesures
4. Vivace, en la majeur, à , 215 mesures

Durée approximative : 22 minutes.

## Instrumentation
- Une flûte, deux hautbois, deux bassons, deux cors, cordes.